# محمد أمين يورداكول
محمد أمين يورداكول (بالتركية: Mehmet Emin Yurdakul)‏ (1896 - 1944 م) هو شاعر وكاتب تركي.
رشح نفسه في المجلس سنة 1913 م نائبا عن ولاية الموصل.
ذهب في كتابه «أشعار تركية» إلى أن اللغة والإيمان والوحدة العرقية من أهم مكونات الأمة.

## روابط خارجية
- محمد أمين يورداكول على موقع الموسوعة البريطانية (الإنجليزية)